# Серебро (телесериал)
«Серебро» (первоначальное название «Путь на Мангазею») — российский 12-серийный исторический телевизионный художественный фильм 2008 года снятый на Свердловской киностудии.

## Сюжет
1614 год. На престоле — царь Михаил Федорович, первый из династии Романовых. Завершились смутные времена, и крепнет Государство Российское, но государь считает основной проблемой возможность сепаратизма, а потому старается пресечь подобные явления. Сюжет основан на расследовании тайны незаконного появления серебряных монет в государственном обороте: в Москве убит лазутчик Разбойного приказа Евсей Федякин, который привёз в столицу материалы, компрометирующие всемогущего властителя Сибири Андрея Семёновича Строганова. Следствие возглавляет думный дьяк Гавренёв. В одежде Евсея находят фальшивый серебряный рубль, нити тянутся к самому Строганову, но доказательств его преступных замыслов нет.
В Сибирь для дознания по делу фальшивых денег направляют подьячего Разбойного приказа Тихона Редькина и сотника Ивана Вихрова, берущих с собой в дорогу надёжных спутников — опального поляка Каминского и Алёшку Малого, приёмного сына боярина Непогожева. Им предстоит путь от южно-уральских степей до Мангазейского городка с целью отыскать и передать все доходы в государственную казну.

## В ролях
В главных ролях:
- Павел Пепелев — Тихон Редькин, дьяк
- Евгений Белоногов — Иван Федорович Вихров, сотник
- Леван Допуа — Ежи Каминский, поляк
- Роман Курцын — Алексей из рода Малых, сын Петров
- Ярослав Иванов — Юрий Фокич Климской, человек Строганова
- Мария Виненкова — Наталья Непогожева
- Семён Морозов — Прохор Егорович Непогожев, боярин

В остальных ролях:
- Димаш Ахимов — Бахман
- Александр Ольков — Андрей Семёнович Строганов
- Алексей Девотченко — Гавренёв, думный дьяк
- Владимир Кабалин — Костюша Нищеброд
- Алексей Рождественский — Вильям
- Александр Тырымов — Назар
- Константин Шавкунов — Гаврила
- Сергей Фёдоров — Микишка
- Юрий Цапник — Милентий Егорович Редькин, приказный дьяк
- Алексей Волков — Савелий
- Любовь Теплова — Матрёна-травница
- Наталья Семенова — Марфута
- Леонид Платонов — лекарь
- Андрей Брыков — московский писарь
- Владимир Волик — Кат
- Вячеслав Косарев — мангазейский подьячий
- Андрей Кылосов — Евсей Проклыч Федякин
- Павел Казанцев — Стенька
- Геннадий Макоев — Косач
- Юрий Алексеев — Валентин
- Линар Ахметвалиев — Алтын-Арык
- Иван Шилко — Тришка-дерзкий
- Геннадий Ильин — Дамьян Лукич Пронин, тобольский дьяк
- Константин Родин — Севастьян Иванович, старший стрелец
- Иван Кондрашин — Петя, младший стрелец
- Константин Кузнецов — Мамлей-Хан
- Сергей Головко — Карим-Мурза
- Игорь Кравченко — Осип, старшина черкасов
- Елена Стражникова — Оксана
- Гаухар Сулейменова — Безумная Айгюль
- Ольга Бутакова — Полина
- Екатерина Муратова — Руслана
- Евгений Бунтов — Панас, гусляр
- Валерий Смирнов — Пахом
- Вячеслав Соловиченко — Семён
- Аскер Дмитриев — Тимур, татарин
- Нурлан Алтаев — Шамшит
- Нариман Утакаев — Ахмет
- Юрий Дуринов — Митрий, вогульский шаман
- Наталья Комарова — Олена
- Раис Галямов — Матвей Леонтьевич, туринский подьячий
- Алексей Новгородский — Пущин
- Леонид Балуев — Бажен Константинов
- Жайдарбек Кунгужинов — Чика, китаец
- Ерик Жолжаксынов — Башбатур
- Сергей Белов — Алексей Дмитриевич Колесов, томский подьячный
- Игорь Лопаткин — Легонт
- Юрий Волкогон — Толмач, воевода мангазейский
- Николай Гусаров — Ферапонт
- Альфия Кунгужинова — Кара-Ай
- Егор Захаров — Илька, шаман
- Леонид Лар — ненецкий шаман
- Мария Волдина — ненка
- Юлия Михалкова — вогулка

## Съёмки
Бюджет фильма составил 120 миллионов рублей, или около четырёх миллионов долларов.
На натуре съемки проходили в Прикамье, на реке Чусовая, Южноуральских степях, Сибирской тайге и тундре, показанных в разные времена года. В частности, во второй серии одна из сцен разворачивается на фоне памятника природы Каменные ворота. Все старорусские города и городища, даже Москву, снимали в архитектурно-этнографическом музее Хохлова. Павильонные съёмки велись на Свердловской киностудии, где возводили декорации «Покои Строганова», «Кремлёвские палаты Гавренева», «В большом зале воеводы Томского», «Каюта капитана английского барка» и другие. Декорация «Галеон» была построена на льду озера Шарташ в Екатеринбурге, со стороны улицы Проезжая, «корабль» был «заморожен» с помощью пожарных машин.

## Фестивали и награды
- 2009 — XII-й Евразийский телевизионный форум (Москва) — Золотой приз (Гран-при в этот год не присуждался) — за игровой многосерийный телевизионный художественный фильм[4].